# Cladura nipponensis
Cladura nipponensis là một loài ruồi trong họ Limoniidae. Chúng phân bố ở miền Cổ bắc.